# Joachim Thomassen
Joachim Thomassen (Sarpsborg, 4 maggio 1988) è un ex calciatore norvegese, di ruolo centrocampista.

## Carriera

### Club

#### Sarpsborg e Sarpsborg Sparta
Thomassen ha iniziato la carriera nel Sarpsborg e nel 2007 è stato ceduto in prestito al Sarpsborg Sparta, militante nella 1. divisjon. Ha esordito il 5 agosto dello stesso anno, impiegato come titolare nel pareggio per 0-0 contro l'Haugesund. Il 19 agosto è andato a segno nel 3-3 tra Sarpsborg Sparta e Bryne.

#### Fredrikstad
Nel 2008 è stato acquistato dal Fredrikstad, squadra dell'Eliteserien. Ha debuttato nella massima divisione locale il 16 maggio, sostituendo Abgar Barsom nel successo per 5-0 sull'Aalesund. Al termine dell'Eliteserien 2009, la sua squadra è retrocessa nella 1. divisjon e Thomassen ha dato il suo contributo per l'immediata promozione. Il 16 maggio 2011 ha segnato la prima rete nell'Eliteserien, contribuendo alla vittoria per 3-1 sul Vålerenga.

#### Vålerenga
Il 21 febbraio 2012 è stato ufficializzato il suo trasferimento al Vålerenga, formazione a cui si è legato con un contratto dalla durata quadriennale. Ha scelto di vestire la maglia numero 15.

#### Sarpsborg 08
Il 29 marzo 2014 ha firmato ufficialmente per il Sarpsborg 08, formazione a cui si è legato con un contratto triennale. Il 29 settembre 2016 ha rinnovato l'accordo con il club fino al 2020.

### Nazionale
Thomassen ha collezionato apparizioni con la Norvegia under 17, la Norvegia under 19 e la Norvegia under 21. Ha esordito con la selezione Under-19 nel successo per 4-1 sull'Italia under 19 del 25 aprile 2007: il centrocampista è subentrato a Mohammed Fellah nel corso del secondo tempo della sfida.
Con la rappresentativa Under-21 ha debuttato il 13 febbraio 2009, nel successo per 0-2 sui pari età del Liechtenstein under 21, con Thomassen che ha sostituito Jonathan Parr a circa venti minuti dal termine del match.

## Statistiche

### Presenze e reti nei club
Statistiche aggiornate al 10 gennaio 2018.
| Stagione            | Club                | Campionato          | Campionato | Campionato | Coppe nazionali | Coppe nazionali | Coppe nazionali | Coppe continentali | Coppe continentali | Coppe continentali | Supercoppe | Supercoppe | Supercoppe | Totale | Totale |
| Stagione            | Club                | Comp                | Pres       | Reti       | Comp            | Pres            | Reti            | Comp               | Pres               | Reti               | Comp       | Pres       | Reti       | Pres   | Reti   |
| ------------------- | ------------------- | ------------------- | ---------- | ---------- | --------------- | --------------- | --------------- | ------------------ | ------------------ | ------------------ | ---------- | ---------- | ---------- | ------ | ------ |
| gen.-ago. 2007      | Sarpsborg           | 2D                  | ?          | ?          | CN              | ?               | ?               | -                  | -                  | -                  | -          | -          | -          | ?      | ?      |
| ago.-dic. 2007      | Sarpsborg Sparta    | 1D                  | 8          | 1          | CN              | -               | -               | -                  | -                  | -                  | -          | -          | -          | 8      | 1      |
| 2008                | Fredrikstad         | ES                  | 14         | 0          | CN              | 4               | 0               | -                  | -                  | -                  | -          | -          | -          | 22     | 0      |
| 2009                | Fredrikstad         | ES                  | 24         | 0          | CN              | 4               | 1               | UEL                | 2                  | 0                  | -          | -          | -          | 30     | 1      |
| 2010                | Fredrikstad         | 1D                  | 26+3       | 2+0        | CN              | 3               | 0               | -                  | -                  | -                  | -          | -          | -          | 32     | 2      |
| 2011                | Fredrikstad         | ES                  | 27         | 2          | CN              | 5               | 1               | -                  | -                  | -                  | -          | -          | -          | 32     | 3      |
| Totale Fredrikstad  | Totale Fredrikstad  | Totale Fredrikstad  | 91+3       | 4+0        |                 | 16              | 2               |                    | 2                  | 0                  |            | -          | -          | 112    | 6      |
| 2012                | Vålerenga           | ES                  | 18         | 0          | CN              | 3               | 0               | -                  | -                  | -                  | -          | -          | -          | 21     | 0      |
| 2013                | Vålerenga           | ES                  | 11         | 0          | CN              | 1               | 0               | -                  | -                  | -                  | -          | -          | -          | 12     | 0      |
| mar. 2014           | Vålerenga           | ES                  | 0          | 0          | CN              | 0               | 0               | -                  | -                  | -                  | -          | -          | -          | 0      | 0      |
| Totale Vålerenga    | Totale Vålerenga    | Totale Vålerenga    | 29         | 0          |                 | 4               | 0               |                    | -                  | -                  |            | -          | -          | 33     | 0      |
| mar.-dic. 2014      | Sarpsborg 08        | ES                  | 19         | 1          | CN              | 4               | 0               | -                  | -                  | -                  | -          | -          | -          | 23     | 1      |
| 2015                | Sarpsborg 08        | ES                  | 5          | 0          | CN              | 2               | 0               | -                  | -                  | -                  | -          | -          | -          | 7      | 0      |
| 2016                | Sarpsborg 08        | ES                  | 28         | 1          | CN              | 1               | 0               | -                  | -                  | -                  | -          | -          | -          | 29     | 1      |
| 2017                | Sarpsborg 08        | ES                  | 26         | 1          | CN              | 6               | 0               | -                  | -                  | -                  | -          | -          | -          | 32     | 1      |
| 2018                | Sarpsborg 08        | ES                  | 27         | 2          | CN              | 1               | 0               | UEL                | 13                 | 0                  | -          | -          | -          | 41     | 2      |
| 2019                | Sarpsborg 08        | ES                  | 27         | 1          | CN              | 3               | 0               | -                  | -                  | -                  | -          | -          | -          | 30     | 1      |
| 2020                | Sarpsborg 08        | ES                  | 24         | 0          | -               | -               | -               | -                  | -                  | -                  | -          | -          | -          | 24     | 0      |
| 2021                | Sarpsborg 08        | ES                  | 27         | 3          | CN              | 4               | 0               | -                  | -                  | -                  | -          | -          | -          | 31     | 3      |
| 2022                | Sarpsborg 08        | ES                  | 10         | 0          | CN              | 0               | 0               | -                  | -                  | -                  | -          | -          | -          | 10     | 0      |
| 2023                | Sarpsborg 08        | ES                  | 0          | 0          | CN              | 0               | 0               | -                  | -                  | -                  | -          | -          | -          | 0      | 0      |
| Totale Sarpsborg 08 | Totale Sarpsborg 08 | Totale Sarpsborg 08 | 193        | 9          |                 | 21              | 0               |                    | -                  | -                  |            | -          | -          | 214    | 9      |
| Totale              | Totale              | Totale              | 321+3+     | 14+0+      |                 | 40+             | 2+              |                    | 15                 | 0                  |            | -          | -          | 380+   | 15+    |